# نبض الحياة (مسلسل)
نبض الحياة (Doktorlar) هو مسلسل تركي درامي عرض في 28 ديسمبر 2006 - 14 فبراير 2011، وهو مقتبس من المسلسل الأمريكي غريز أناتومي.

## القصة
تتمحور قصة المسلسل على مجموعة من الاطباء الذين يصارعون الحياة والوقت بين مهنتهم والحياة الشخصية وترتكز حول الابطال وهم اولا ايلا ابنة جراح اسطوري ولكنه اصيب بمرض الزهايمر فوضع في بيت العجاز وامها تطلقت منه منذ عدة سنين وذهبت للعيش في فرنسا وهي الآن متدربة في المستشفى التعليمي ومن جهة تقابل الجراح لافاند بطريقة مضحكة ومن هنا تبدأ قصة حبهم. وثانيا زنان الفتاة الطموحة العصبية وقليلا انانيا جائت من الريف إلى إسطنبول للعمل بنفس المستشفى ومنه ستقع هي في حب الدكتور سوات جراح القلب المعروف. ونذكر أيضا المتدربين الرئيسين كذلك حسن المدلل الساذج الذي هو معجب بايلا وايضا هناك قدر التي كانت عارضة ازياء لتكسب المال وبراق الشاب الوسيم اللعوب فسيقعان في حب ببعضهم وتترأس المتدربين الدكتورة فكرت والتي ينادونها «الجستابو» لصعوبتها وحدتها والتزامها في عملها.

## الابطال
- لافانت: جراح دماغ معروف ويشتغل بالمستشفى التعليمي
- إيلا: ابنة جراح اسطوري نهاد التندا وهي الآن متدربة جراحة بالمستشفى التعليمي
- سوات: جراح قلب معروف ويشتغل بالمستشفى التعليمي
- زنان: متدربة جراحة من عائلة ريفية
- خلدون: رئيس الأطباء في المستشفى
- فكرت (الجوستابو): رئيسة المتدربين في المستشفى
- حسن: متدرب دلوع يحب يلا
- قدر: عارضة ازياء سابقا لكسب المال والان متدربة جراحة بهذا المستشفى
- براق: متدرب جراحة وشاب لعوب

## ابطال ظهروا في الموسم 2
- أرسلان: جراح تجميل نسوانجي ولعوب
- زينب: متدربة جراحة من عائلة غنية لكنها انفصلت عنهم واعجبت بمريض قلب «عمر» ولكنه توفي وترك لها ورثة طائلة
- مراد: متدرب جراحة يشتغل بالترجمة في نفس الوقت لكسب المال
- جوليدى: دكتورة توليد
- سيفدا: ممرضة بالمستشفى وحبيبة حسن ثم انفصلو وانتقلت من هناك
- أيلا: تشتغل بالاستقبال وسببت مشاكل بين ايلا ولافاند ومن ثم تزوجت حسن

## شخصيات ثانوية في الموسم 1 و2
- بيلكي: زوجة لافاند السابقة
- عائلة سوات
- عائلة زنان
- علي: زوج فكرات
- مارت: حبيب ايلا السابق
- اوميت: جراح قلب ومعجب بزنان
- نازلي: ام ايلا
- نيهاد: اب ايلا
- نيسا: زوجة خلدون
- بورتشين: تشتغل بمافيا المخدرات

## روابط خارجية
- نبض الحياة على موقع IMDb (الإنجليزية)
- نبض الحياة على موقع كينوبويسك (الروسية)
- نبض الحياة على موقع قاعدة بيانات الفيلم (الإنجليزية)